# NGC 3065
NGC 3065 (również PGC 29046 lub UGC 5375) – galaktyka soczewkowata (S0), znajdująca się w gwiazdozbiorze Wielkiej Niedźwiedzicy. Odkrył ją William Herschel 3 kwietnia 1785 roku. Jest to galaktyka z aktywnym jądrem typu LINER.